# Kwonkan eboracum
Espèce
Kwonkan eboracum est une espèce d'araignées mygalomorphes de la famille des Anamidae.

## Distribution
Cette espèce est endémique du Wheatbelt en Australie-Occidentale,. Elle se rencontre vers Tammin, Yorkrakine Rock et le lac Cronin.

## Description
La carapace de la femelle holotype mesure 7,0 mm de long sur 5,7 mm et la carapace du mâle paratype mesure 4,3 mm de long sur 3,1 mm.

## Étymologie
Son nom d'espèce lui a été donné en référence au lieu de sa découverte, Eboracum.

## Publication originale
- Main, 1983 : Further studies on the systematics of Australian Diplurinae (Chelicerata: Mygalomorphae: Dipluridae): two new genera from south western Australia. Journal of Natural History, vol. 17, no 6, p. 923-949.